# Униформе српске војске
Модерна српска војска има историју дугу више од 200 година, током које је носила више модела различитих униформи. Према правилнику Војске Србије, униформе се деле на службене и маскирне. Тренутна стандардна маскирна униформа војске носи ознаку М10, униформа са дигиталном шаром која је уведена 2010. али још увек није у потпуности заменила стару М93.

## Балкански ратови
Краљевина Србија је 1908. међу првима у свету усвојила зелену маскирну униформу под ознаком М1908. Исте те године су нову униформу увеле и Грчка, Немачка, Аустроугарска и још неколико земаља.
Целокупна Српска војска је током Балканских ратова носила униформу М1908. Изузетак су били једино Четници из Старе Србије који су као герилски покрет отпора, углавном били одевени у одећу цивилне израде али су и они често били препознатљиви по шајкачи или би носили народне капе из тих крајева.
Униформа М1908 се производила од чоје која је добијана фабричком прерадом вуне, а препознатљива је по сивомаслинастој шајкачи која је током хладноће служила и као топлотна заштита тако што би се крајеви са стране изврнули док су официри носили ојачану верзију са визиром однапред, на којој се налазила кокарда са монограмом краља Петра I  али ова официрска варијанта није могла да се користи током хладноће.
Блуза и панталоне су биле исте и за војнике и официре. Блуза би се разликовала једино по томе што би различити родови војске на крагнама имали различите боје, артиљерци црне крагне док је пешадија означена црвеном. Подофицирска блуза је била шира и прекривала је груди, од једног до другог рамена. Официри би око рукава и низ панталоне имали украсне линије у боји свог рода војске. Испод блузе је ишла бела кошуља. Бела блуза би се носила као свечана и парадна. Капут  М1908 је био исти за све.
Официри су углавном носили дубоке црне чизме док би војници добијали цокуле преко којих би се умотавали везници, од ножног зглоба до колена како би заштитили ногу. Сличну обућу су носиле и друге војске у Европи и свету.

## Први светски рат
Србија је из Балканских ратова изашла као победница, државна територија и број становника су знатно увећани али током рата је део ратних залиха био истрошен, пре свега муниција. Повећањем броја становника је порастао и број војноспособних, тако да је Србија са новим крајевима могла да прикупи и до милион војника које треба опремити и наоружати. Србија је одмах, неколико месеци након рата, започела ново наоружавање. Из Француске је наручено чак 400.000 пушака М1910 и неколико стотина артиљеријских оруђа што би од Србије начинило убедљиво најјачу војну силу на Балкану како Бугарска више не би ни помислила да нас нападне. Међутим, ништа од нарученог оружја није стигло јер је у међувремену почео Велики рат.
Наша зелена М1908 је била доста боља од аустроугарских плавих униформи које нису имале никакво маскирно својство.
Приликом мобилизације 1914. већина војске је добила стандардне униформе М1908 али за трећепозивце их није било у довољном броју па су многи остали у цивилној одећи. Такође није било довољно обуће за целу војску па су наручени опанци као алтернатива. Производња униформи М1908 је настављена у домаћим фабрикама све до октобра 1915. када је почела Тројна инвазија на Србију.
По опоравку на Крфу, српска војска добија стандардне британске униформе ,,M1902 Servicedress" каки боје. Међутим већина официра су задржали старе М1908. Шајкача је такође остала стандардна. Српске трупе које су се опорављале у северној Африци су на фронт стигле у француским униформама. Новина у српској војсци је био и шлем М15 Адриан који је напред имао утиснуту српску кокарду.
Британске униформе су касније замењене из логистичких разлога па тако од 1917. па све до краја рата и повратка у Отаџбину, већина српских војника су носили стандардне француске униформе ,,Bleu horizon". Те униформе су биле плаве боје па нису баш биље омиљене али је такође било и колонијалне варијанте у драп боји која је доста боља. Српски војници на Солунском фронту су такође носили обућу британске и француске производње.

## Између два рата
Новооснована Југословенска војска је као наследница чувала традиције Српске војске па је тако након Првог светског рата поново уведена униформа М1908, а шајкача је и даље остала стандардна капа војске. Међутим сада је било више различитих произвођача па су се током 1920-их могле видети спољашње разлике на униформама, зависно од произвођача.
Производња је убрзо стандардизована па су све униформе убрзо добиле оригиналан изглед старе М1908.
Официри копнене војске и жандармерије су и даље носили М1908 са официрском шајкачом, док су гардијски официри носили шапку. Припадници Краљевског ваздухопловства су током 1930-их добили нове службене униформе са шапком, које су дизајниране по узору на британски ,,Service Dress" али у складу са домаћим чиновима и традицијама. Уз ову униформу се понекад носила и шајкача са кокардом као пољска службена капа.
Припадници Краљевске морнарице су имали најразноврсније и најелегантније униформе, од зимских и летњих, свечаних и службених па чак и вечерње униформе. Летње униформе су беле боје док су зимске црне. Зависно од годишњег доба, морнарички официри и подофицири са најмањим чином морнаричког вође III класе би носили беле или црне шапке са кокардом и еполетама на раменима док су морнари, каплари, поднаредници  и наредници носили белу или црну морнарску униформу и капу са именом краљевске морнарице, а ознака чина се налазила на рукаву. Сви подофицири су на капи имали малу овалну кокарду са сидром. Новина у Краљевској морнарици је била и руска морнарска мајица Телњашка, као и Тропски шлем.
Припадници елитних Јуришних Четничких одреда су 1940. добили униформе М1940.
У Југословенској војсци су се користили шлемови француске производње, Адриан, а у Чачку су се производили шлемови М34.

## Други светски рат
На почетку Другог светског рата, припадници Југословенске војске су носили стандардизоване војне униформе.
Након окупације, долази до стварања националног покрета отпора по имену Југословенска војска у Отаџбини (ЈВуО), познатији као Четници. Припадници овог покрета су углавном носили цивилну одећу или униформе шивене у домаћим радионицама. Официри ЈВуО су до 1942. углавном носили своје официрске униформе М1908, пре него што су савезници почели да испоручују Четницима униформе Батл Дрес. Испоручено је неколико десетина хиљада комплета ових униформи али никад нису у потпуности заменили одећу домаће израде.
Припадници Југословенске војске у егзилу (ЈВвО) су у пустињским условима Северноафричког фронта носили британске униформе Каки дрил док су припадници морнарице добили морнаричку верзију Батл Дреса. Припадници Краљевске морнарице  и ваздухопловства су задржали своје предратне службене униформе док је копнене војска током рата добила нове и службене и борбене ратне униформе. Стара М1908 је одбачена, а одлучено је да официри и подофицири копнене војске носе службену униформу са краватом и шапком, по угледу на британски ,,Service Dress", а сличне онима које су пилоти раније већ имали. Официрска шајкача је одбачена и замењена шапком на којој се налази кокарда са монограмом краља Петра II. 
Донесена је одлука да ће Југословенска војска након рата носити Батл Дрес као ратне борбене униформе, које би се производиле у Србији. Војничка шајкача је задржана као главна војничка капа, а након рата би била покренута и производња нових шлемова М1.
Припадници партизанског комунистичког покрета су исто као и четници, већи део рата носили углавном одећу домаће израде. Партизански официри су ишли још даље па су тако често носили усташке или немачке униформе. Ситуација се од 1944. побољшала па су партизани од Британаца добили стотине хиљада комплета Батл Дрес. Партизани су такође израдили своју официрску униформу по угледу на немачке униформе али са неким мањим изменама. Партизани су били препознатљиви по црвеној петокракој звезди на капи.

## Социјалистичка Југославија
Југословенска народна армија (ЈНА) је генерално током целог свог постојања носила застареле, неадекватне и естетски неприкладне униформе. Није познато још колико након рата су се носиле модерне британске униформе али убрзо су за ЈНА произведене униформе по угледу на оне које је носила Црвена армија али у домаћој СМБ боји, то је уједно и била једина естетски исправна униформа ЈНА. 
Партизани су још током рата избацили шајкачу и увели титовку, као и нове чинове по узору на Црвену армију.
Једино су униформе ЈРМ генерално све до 1960-их остале исте као и за време монархије али уз неке измене. Забрањени су официрски балови па су тако и вечерње униформе укинуте. Официрска кокарда је забрањена и замењена металном петокраком. Измењени су и чинови ЈРМ па су тако промењене и еполете. ЈНА је након рата, све до 1960-их носила немачке шлемове Шталхелм  који су прерађени у Југославији.
Током 1950-их је ЈНА добила нову униформу, М55 која се знатно разликовала од претходних, уз њу су уведене дубоке чизме на пертле, иначе копија француских M1951.  Ове униформе су се користиле до почетка 1980-их када су замењене новим М77. Такође је 1959. уведен нови шлем М59.
Официри ЈНА су добили нову службену униформу која је настала по узору на чехословачку M1959, уз минималне измене.
Униформа М77 је била релативно застарела у време када је уведена и било је нечувено да једна армија током 1980-их носи униформу на нивоу Другог светског рата али је проблем био у томе што је политичко вођство ЈНА концепцијски и теоријски заостало деценијама уназад, те није увидело савремене војне модне трендове.